# Kleptoknidoza
Kleptoknidoza, kleptoknidia, kleptoknidyzm – zjawisko gromadzenia parzydełek (knidocytów) wewnątrz organizmu zwierzęcia żywiącego się parzydełkowcami (Cnidaria). Koncentracja zaadaptowanych knidocytów (kleptoknid) może zachodzić w zewnętrznych warstwach ciała lub w narządach nazywanych knidosakami. 
Kleptoknidozę stwierdzono u żebropławów, wirków i niektórych mięczaków (m.in. ślimaki z rodziny Aeolididae). W przewodzie pokarmowym tych zwierząt knidocyty nie ulegają strawieniu. Zgromadzone parzydełka zachowują swoje funkcje obronne, mogą też być wykorzystane do ataku.
Przykładem mięczaka, u którego występuje to zjawisko, jest Glaucus atlanticus (znany jako niebieski smok). Zwierzę to posiada cienkie, palczaste wyrostki, które pomagają mu unosić się (do góry nogami) na powierzchni morza. Odżywia się rurkopławami- żeglarzami portugalskimi- i wchłania ich komórki parzydełkowe, które następnie wykorzystuje do wytworzenia własnego śmiercionośnego żądła. 